# Де Паолис, Велазио
Велазио Де Паолис (итал. Velasio De Paolis; 19 сентября 1935, Соннино, королевствот Италия — 9 сентября 2017, Рим, Италия) — итальянский куриальный кардинал. Титулярный епископ Телепте с 30 декабря 2003 по 12 апреля 2008. Титулярный архиепископ Телепте с 12 апреля 2008 по 20 ноября 2010. Секретарь Верховного Трибунала Апостольской Сигнатуры с 30 декабря 2003 по 12 апреля 2008. Председатель Префектуры экономических дел Святого Престола с 12 апреля 2008 по 21 сентября 2011. Кардинал-дьякон с титулярной диаконией Джезу-Буон-Пасторе-алла-Монтальола с 20 ноября 2010.

## Учёный и священник
Родился Велазио Де Паолис 19 сентября 1935 года, в Соннино, что в провинции Лацио, Италия. Велазио Де Паолис вступил в конгрегацию миссионеров Святого Карла 4 октября 1958 года.
Велазио Де Паолис послан в Рим, чтобы закончить своё обучение, он получил свою докторантуру в каноническом праве на факультете канонического права в Папском Григорианском Университете, лиценциат в богословии на факультете богословия в Папском Университете Святого Фомы Аквинского, и степень права в римском университете Ла Сапиенца. Де Паолис был рукоположён в сан священника 18 марта 1961 года в данной конгрегации, и преподавал каноническое право в Папском Григорианском Университете в Риме.
С 1971 года Велазио Де Паолис служил профессором канонического права на факультете канонического права в Папском Григорианском Университете, в 1980 году профессором и с 1983 года. С 1987 года Де Паолис профессор на факультете канонического права в Папском Урбанианском Университете, где, после того как стал профессором, декан с 1998 года имеет тот же самый выбор.

## Епископ
30 декабря 2003 года папа римский Иоанн Павел II назвал Велазио Де Паолиса секретарём Верховного Трибунала Апостольской Сигнатуры и назначил его титулярным епископом Телепты in partibus. Ординация прошла 21 февраля 2004 года, совершил её государственный секретарь Святого Престола кардинал Анджело Содано, которому сослужили и помогали титулярный архиепископ Ацелума Сильвано Мария Томази — постоянный наблюдатель Святого Престола при Организации Объединённых Наций в Женеве, из той же самой конгрегации, и титулярный епископ Целе Франческо Саверио Салерно — бывший секретарь Верховного Трибунала Апостольской Сигнатуры.

## Возвышение в Курии
12 апреля 2008 года Бенедикт XVI возвел Велазио Де Паолиса в ранг архиепископа и назвал председателем Префектуры экономических дел Святого Престола , (некоторые корреспонденты говорят, что эта роль министра финансов Ватикана) заменив кардинала Серджо Себастьяни, который достиг предельного канонического возраста. Как председатель, он по существу служит главным аудитором Ватикана.
25 января 2010 года Де Паолис был назначен членом Верховного Трибунала Апостольской Сигнатуры — верховного суда Церкви, в дополнение к его обязанностям в Префектуре экономических дел Святого Престола. Он останется членом Трибунала до своего 80-летия.

## Кардинал
20 октября 2010 года, в ходе генеральной аудиенции, на площади Святого Петра, папа римский Бенедикт XVI объявил о назначении 24 новых кардиналов, среди них и Велазио Де Паолис. Согласно традиции архиепископ Де Паолис будет возведен в сан кардинала-дьякона на этой консистории.
20 ноября 2010 года состоялась консистория на которой кардиналу Велазио Де Паолису была возложена кардинальская шапка и он стал кардиналом-дьяконом с титулярной диаконией Джезу-Буон-Пасторе-алла-Монтальола. А 21 ноября состоялась торжественная Месса по случаю вручения кардинальских перстней.
21 сентября 2011 года Папа Бенедикт XVI принял отставку кардинала Велазио Де Паолиса, представленную в связи с достижением канонического возраста отставки, председателя Префектуры экономических дел Святого Престола и назвал его преемником Джузеппе Версальди, до тех пор епископа Алессандрия, Италия, возведя его в то же время в сан архиепископа.
Участник Конклава 2013 года.
19 сентября 2015 года  исполнилось восемьдесят лет и он потерял право на участие в Конклавах.
Скончался от опухоли 9 сентября 2017 года в Риме.

## Высказывания
В ответ на убийство двух священников в Турции и Нигерии, он заявил: "Достаточно теперь с этим подставлением другой щеки! Это наша обязанность защищать нас... Запад имел отношения с арабскими странами в течение половины столетия, главным образом по нефти, и не способен был получить малейшую уступку по правам человека".
При отказе позволить, снимать в церквях в Риме, адаптированному фильму по роману Дэна Брауна "Ангелы и демоны", Де Паолис сказал, что Браун "перевернул Евангелия вверх тормашками, чтобы отравить веру... Было бы недопустимо изменить церкви на съемках фильма так, чтобы его богохульные романы могли сделать на съемках фильма бизнес". Он также добавил, что работа Брауна "ранит общие религиозные чувства".